# Leucoloma malabarense
Leucoloma malabarense là một loài rêu trong họ Dicranaceae. Loài này được Besch. ex Renauld & Cardot mô tả khoa học đầu tiên năm 1905.